# Malassezia sympodialis
Malassezia sympodialis är en svampart som beskrevs av R.B. Simmons & E. Guého 1990. Malassezia sympodialis ingår i släktet Malassezia, ordningen Malasseziales, divisionen basidiesvampar och riket svampar.   Inga underarter finns listade i Catalogue of Life.